# اندیس سفلی
سفلی یک اندیس مصالح ساختمانی است که در حوالی شهر نائین استان اصفهان قرار دارد و مادهٔ معدنی موجود در آن، گچ است.